# Uma Campanha Alegre
Uma Campanha Alegre é um livro do escritor português Eça de Queirós, publicado em Lisboa em dois volumes em 1890-1891.
A obra é uma coletânea de folhetins escritos por Eça de Queirós em As Farpas, são críticas a vida social e política abrangendo assuntos como religião, jornalismo e literatura da época.

## Crônicas
“
"
(...)
O País perdeu a inteligência e a consciência moral. Os costumes estão dissolvidos e os
caracteres corrompidos. A prática da vida tem por única direcção a conveniência. Não há
princípio que não seja desmentido, nem instituição que não seja escarnecida. Ninguém se
respeita. Não existe nenhuma solidariedade entre os cidadãos. Já se não crê na honestidade
dos homens públicos. A classe média abate-se progressivamente na imbecilidade e na inércia.
O povo está na miséria. Os serviços públicos vão abandonados a uma rotina dormente. O
desprezo pelas ideias aumenta em cada dia. Vivemos todos ao acaso. Perfeita, absoluta
indiferença de cima a baixo! Todo o viver espiritual, intelectual, parado. O tédio invadiu as
almas. A mocidade arrasta-se, envelhecida, das mesas das secretarias para as mesas dos
cafés. A ruína económica cresce, cresce, cresce... O comércio definha, A indústria enfraquece.
O salário diminui. A renda diminui. O Estado é considerado na sua acção fiscal como um
ladrão e tratado como um inimigo.

Neste salve-se quem puder a burguesia proprietária de casas explora o aluguel. A agiotagem
explora o juro…(…)"”

— Uma Campanha Alegre (1890-1891)

### Volume I[2]
Advertência
Capítulo I: O primitivo prólogo das Farpas.: Estudo social de Portugal em 1871
Capítulo II: Os quatro partidos políticos
Capítulo III: A abertura das conferências do Casino
Capítulo IV: O que era o partido Reformista
Capítulo V: Pastoral de um bispo
Capítulo VI: À câmara dos deputados, e a sua falta de princípios, de ideias, de saber, de consciência, de independência, de patriotismo, de eloquência e de seriedade
Capítulo VII: Os candidatos das Farpas
Capítulo VIII: A fisiologia da eleição para deputados
Capítulo IX: Habilitações necessárias para ministro.
Capítulo X: Os sete marqueses de Ávila
Capítulo XI: A multa municipal para o lirismo sentimental
Capítulo XII: A supressão das conferências do Casino
Capítulo XIII: Máximas e opiniões da Nação, jornal
Capítulo XIV: O discurso da Coroa, seu presente e futuro
Capítulo XV: Tumultos no Parlamento
Capítulo XVI: A grande coragem de S. Exª
Capítulo XVII: O exército em 1871
Capítulo XVIII: A marinha e as colónias
Capítulo XIX: Palavras a Samuel
Capítulo XX: O Governo e a liberdade de pensamento
Capítulo XXI: Oito razões por que se não reformou a Carta
Capítulo XXII: A Praça de Santana instalada no edifício de S. Bento
Capítulo XXIII: Os srs. deputados esquecem a mera decência material
Capítulo XXIV: Três dias de insultos no parlamento.
Capítulo XXV: O romance de uma lancha
Capítulo XXVI: Três tipos de revolução, à escolha
Capítulo XXVII: A praça de peixe do Porto, e o luxo da sua mobília
Capítulo XXVIII: Delícias de jornadear nos caminhos de ferro em 1871
Capítulo XXIX: A cólera do Centro Promotor
Capítulo XXX: As malas da Srª condessa de Teba.
Capítulo XXXI: O príncipe Humberto
Capítulo XXXII: Júlio Dinis
Capítulo XXXIII: Ter génio por escritura pública
Capítulo XXXIV: História pitoresca da revolta da Índia
Capítulo XXXV: A polícia
Capítulo XXX VI: Uma nova penalidade
Capítulo XXXVII: Os missionários e o seu ramo de negócio.
Capítulo XXXVIII: A nossa diplomacia em 1871
Capítulo XXXIX: As crianças e a Igreja
Capítulo XL: Visitas indiscretas entre Espanha e Portugal
Capítulo XLI: Os anos de el-Rei
Capítulo XLII: Pescadores presos por não serem jurisconsultos
Capítulo XLIII: Palavras ao Clamor do Povo
Capítulo XLIV: A Câmara Municipal e o seu zelo cívico
Capítulo XLV: S. M. a Rainha a passeio
Capítulo XLVI: A elegante casa de Sabóia
Capítulo XLVII: Espoliadores do cigarro público
Capítulo XLVIII: O fisco na província
Capítulo XLIX: Desilusões de uma greve
Capítulo L: O teatro em 1871
Capítulo LI: O Governo e a emigração
Capítulo LII: Conversa com o Bem Público

### Volume II
I: O Ano Bom de 1872
II: Epístola ao Sr. Fontes Pereira de Melo, sobre o imposto do pescado
Capítulo III: O nosso melhor navio de guerra, o Índia
Capítulo IV: Epístola ao sr. bispo do Porto, a respeito dos maus sacerdotes
Capítulo V: Pinheiro Chagas
Capítulo VI: Incoerências eclesiásticas
Capítulo VII: A descentralização administrativa
Capítulo VIII: Acerca da redacção das portarias
Capítulo IX: História de um concurso
Capítulo X: O enterro dos ímpios
Capítulo XI: Autorizadas opiniões sobre o estado da administração pública
Capítulo XII: Cortesãos ou demagogos?
Capítulo XIII: As variadas reformas da Carta
Capítulo XIV: Pedro de Alcântara e D. Pedro II
Capítulo XV: A mala de um príncipe
Capítulo XVI: O idioma hebraico. Predilecção principesca
Capítulo XVII: Indumentária de Pedro na sala dos Capelos
Capítulo XVIII: O clero nos saraus do Paço
Capítulo XIX: A casa de Alexandre Herculano
Capítulo XX: Missiva a S. M. o Imperador do Brasil
Capítulo XXI: O brasileiro
Capítulo XXII: Melancólicas reflexões sobre a instrução pública em Portugal
Capítulo XXIII: As meninas da geração nova em Lisboa e a educação contemporânea
Capítulo XXIV: Socorros a náufragos
Capítulo XXV: Os missionários no Porto
Capítulo XXVI- Guerrilhas carlistas. Batalhões sagrados
Capítulo XXVII: A viagem de Sua Majestade às províncias do Norte
Capítulo XXVIII: O sermão político
Capítulo XXIX: O Salva-vidas da Foz do Douro
Capítulo XXX: Singulares aventuras de um soldado espanhol internado em Portugal
Capítulo XXXI: A cadeia da Relação do Porto
Capítulo XXXII: Epístola: A alma de D. Pedro IV, nos Elísios
Capítulo XXXIII: O problema do adultério
Capítulo XXXIV: Os srs. operários e as suas greves
Capítulo XXXV: O soldado Barnabé